# Czechosłowacki ruch oporu

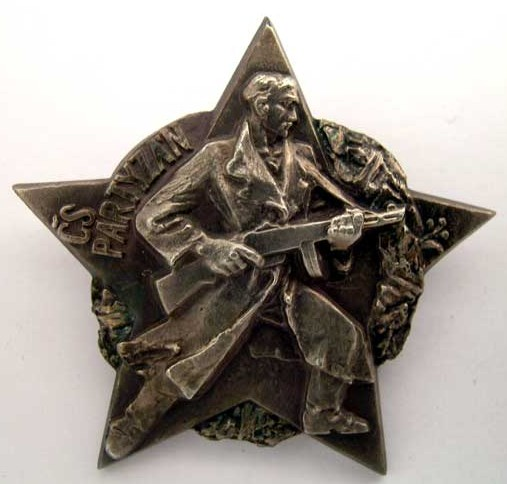
Odznaka Czechosłowackiego Partyzanta – pamiątkowe odznaczenie przyznawane bojownikom czechosłowackiego ruchu oporu

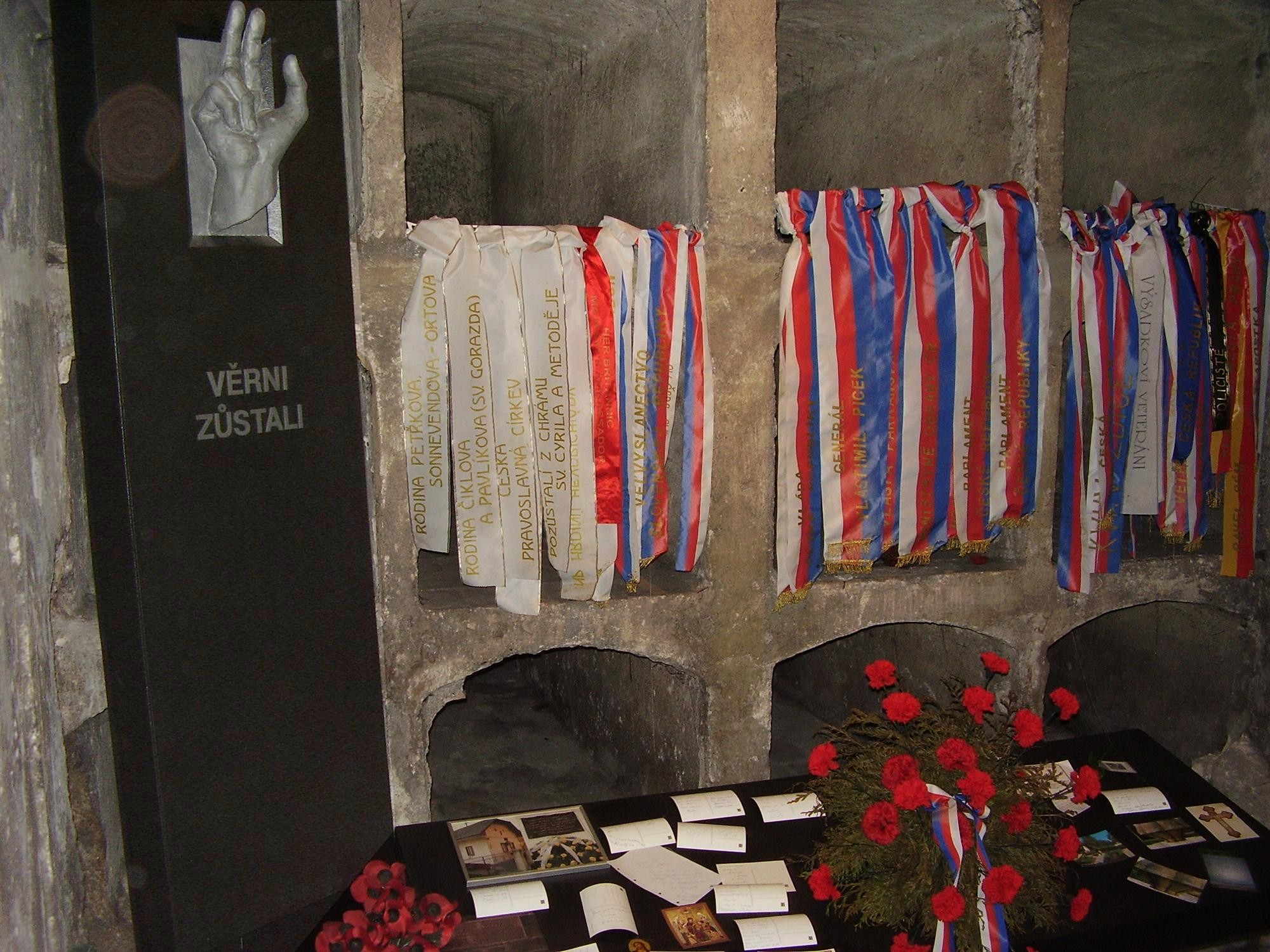
Pomnik poległych komandosów w krypcie soboru Cyryla i Metodego w Pradze

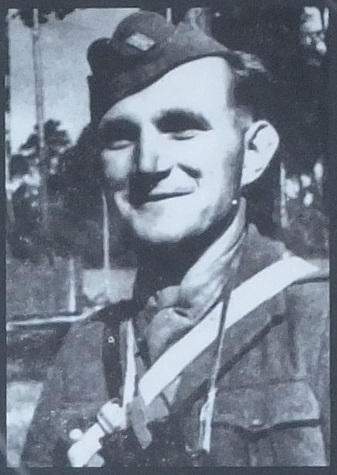
Pierwszy dowódca Brygady Partyzanckiej Jana Žižky z Trocnova – por. Ján Ušiak

Czechosłowacki opór krajowy (cz. Československý domácí odboj) – ruch oporu działający w czasie II wojny światowej na terenie okupowanej Czechosłowacji, wymierzony przeciwko hitlerowskiemu okupantowi oraz krajowym kolaborantom.
Znany także jako czechosłowacki odwet oraz czeski i słowacki ruch oporu.

## Początek okupacji
Na skutek układu monachijskiego, w 1938, doszło do pierwszego rozbioru Czechosłowacji, którego dokonały III Rzesza, Polska i Węgry. Rok później Wehrmacht wkroczył do Pragi tworząc Protektorat Czech i Moraw oraz marionetkowe państwo Słowackie (Republika Słowacka).
Po upadku kraju wielu jego obywateli wyemigrowało za granicę, m.in. były prezydent Edvard Beneš, który utworzył w Londynie rząd na uchodźstwie. W 1939, u boku Wojska Polskiego, utworzono Legion Czechów i Słowaków walczący w kampanii wrześniowej po stronie II RP. W okresie późniejszym powstały czechosłowackie jednostki walczące zarówno na Froncie Zachodnim (m.in. 1 Czechosłowacka Brygada Pancerna), jak i Wschodnim (1 Czechosłowacki Samodzielny Batalion Polowy przeformowany w 1 Samodzielną Brygadę Czechosłowacką, a następnie w I Czechosłowacki Korpus Armijny). Niektórzy obywatele czechosłowaccy walczyli także w zagranicznych ruchach oporu, m.in. Ján Kaminský (partyzant Brygady AL Północnej Lubelszczyzny) i Ján Nálepka (dowódca oddziału partyzantki radzieckiej).
Ruch oporu na terenie Czechosłowacji był tworzony zarówno przez środowisko prorządowe, jak i komunistyczne. Mimo różnic światopoglądowych podejmowali oni współpracę. Pierwszymi przywódcami ruchu oporu związanego z prezydentem Benešem byli kpt. Václav Morávek, ppłk Josef Mašín i ppłk Josef Balabán, zwani Trzema Królami.

## Czechy i Morawy

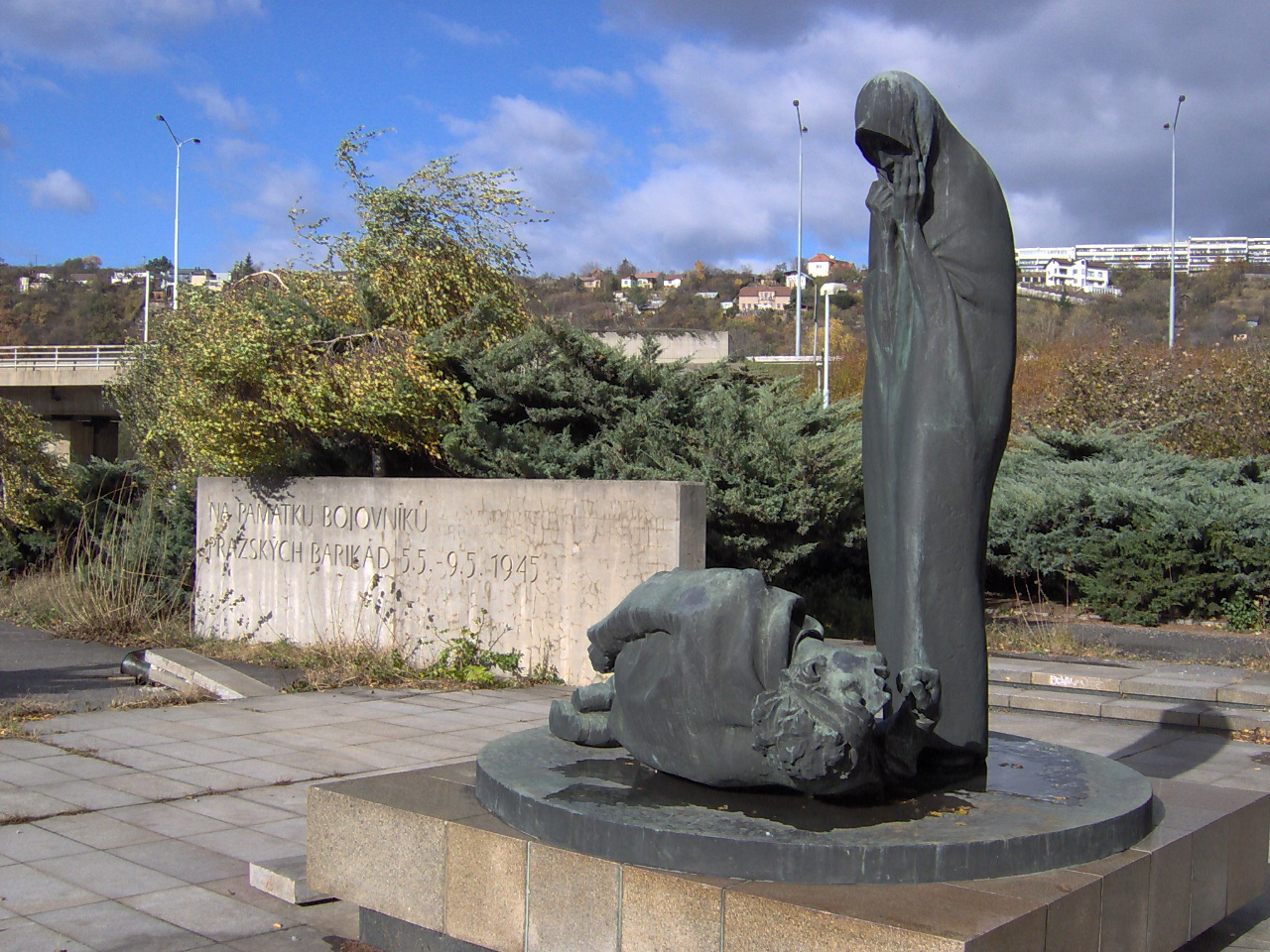
Pomnik praskich powstańców na moście Barikádníků

Już w 1939 powstały pierwsze organizacje ruchu oporu: Centrum Polityczne – PÚ (organizacja stworzona przez polityków różnych partii politycznych), Komitet Petycyjny „Pozostaniemy wierni” – PVVZ (organizacja lewicowa utworzona jeszcze przed rozpoczęciem pełnej okupacji), Obrona Narodu – ON (organizacja stworzona przez żołnierzy byłej Armii Czechosłowackiej). W maju 1940 wszystkie trzy grupy weszły w skład Centralnego Komitetu Krajowego Ruchu Oporu (ÚVOD), który został rozbity w roku 1942. ÚVOD został zastąpiony przez Przygotowawczy Komitet Narodowo-Rewolucyjny, w którego skład weszła także Komunistyczna Partia Czechosłowacji (KSČ), która uaktywniła się po ataku Rzeszy na Związek Radziecki. Oprócz nich ruch oporu na terenie Protektoratu tworzyły Rada Trzech (R3), Brygada Wywiadu (ZB) i wiele innych organizacji o charakterze lokalnym.
Pod koniec roku 1941 na teren Protektoratu zrzucono grupę czechosłowackich komandosów mających przeprowadzić następujące operacje: Anthropoid (zamach na Reinharda Heydricha), Out Distance (sabotaż w Pradze), Silver-A (nawiązanie łączności radiowej z Londynem, odbiór zrzutów broni i ludzi), Silver-B (łączność radiowa), Bioscop (sabotaż na Morawach) i Tin (zamach na Emanuela Moravca). 27 maja 1942 st. sierż. Jan Kubiš i st. sierż. Jozef Gabčík przeprowadzili zamach na Heydricha, który zmarł dziewięć dni później w szpitalu. Rozpętało to na szeroką skalę terror wymierzony w ludność cywilną (m.in. wymordowano mieszkańców, a następnie zrównano z ziemią całą zabudowę wsi Lidice). 18 czerwca doszło do bitwy o Sobór Świętych Cyryla i Metodego w Pradze, w którym ukryło się siedmiu komandosów: Gabčík, Kubiš, nadpor. Adolf Opálka (Out Distance), por. Josef Valčík (Silver-A), sierż. Jaroslav Švarc (Tin), plut. Josef Bublík (Bioscop) i plut. Jan Hrubý (Bioscop). W trakcie walk w oblężonej cerkwi cichociemni popełnili samobójstwo. Do ich zdemaskowania doszło w wyniku zdrady Karela Čurdy i Viliama Gerika, którzy do końca wojny współpracowali z Gestapo, wydając w ręce hitlerowców bojowników ruchu oporu i cywili ukrywających antyfaszystów. Oprócz zrzutów broni i ludzi z Wielkiej Brytanii do Protektoratu wysyłano także czechosłowaccy dywersanci ze Związku Radzieckiego (m.in. Operacja Aroš).
Ze względu na brak ciągłych kompleksów leśnych, odcięcie obszarów przygranicznych od macierzy oraz gęstą sieć dróg umożliwiającą szybką koncentrację wojsk okupacyjnych czeska partyzantka była tworzona na mniejszą skalę niż w Jugosławii, we Francji, w Polsce czy na Białorusi. Pierwsze grupy partyzanckie na terenie protektoratu zaczęły powstawać w drugiej połowie 1942 (m.in. oddziały "Zielona Kadra" i "Iskra"). Tworzone były zarówno przez stronnictwa prolondyńskie jak i komunistyczne. Operowały one głównie w zalesionych terenach górskich, m.in. w Górach Hostyńskich, Górach Odrzańskich, Beskidach i Masywie Czesko-Morawskim. W roku 1943 Gestapo w Pradze i w Brnie zorganizowało sekcję odpowiedzialną za walkę z czeską partyzantką. Rozwój ruchu partyzanckiego nastąpił w roku 1944 dzięki wsparciu aliantów i przerzutowi ochotników z jednostek czechosłowackich na obu frontach. Do największych oddziałów partyzanckich zalicza się m.in. 1 Czechosłowacką Brygadę Partyzancką Jana Žižki, oddział "Sierp i Młot", Czerwoną Straż i Brygadę Jana Husa. Między październikiem a listopadem 1944 hitlerowcy utworzyli specjalną sekcję ZbV-Kommando, z weteranów akcji antypartyzanckich we Francji i w Jugosławii, którzy mieli zająć się rozbiciem czeskiej partyzantki. 16 listopada 1944 rozpoczęto operację "Głuszec", której zadaniem było rozbicie Brygady Jana Žižki. Akcja zakończyła się niepowodzeniem sił hitlerowskich tydzień później. Po upadku powstania na Słowacji część słowackich partyzantów przeszła na Morawy, wspierając tamtejszą partyzantkę.
1 maja 1945 na terenie protektoratu wybuchło antyhitlerowskie powstanie zbrojne. Jego najbardziej znanym epizodem stała się insurekcja w stolicy kraju. Na skutek działań ruchu oporu oraz ofensywy radziecko-czechosłowacko-polsko-rumuńskiej wyzwolono pozostałe części Czech spod okupacji do 11 maja 1945.

## Słowacja

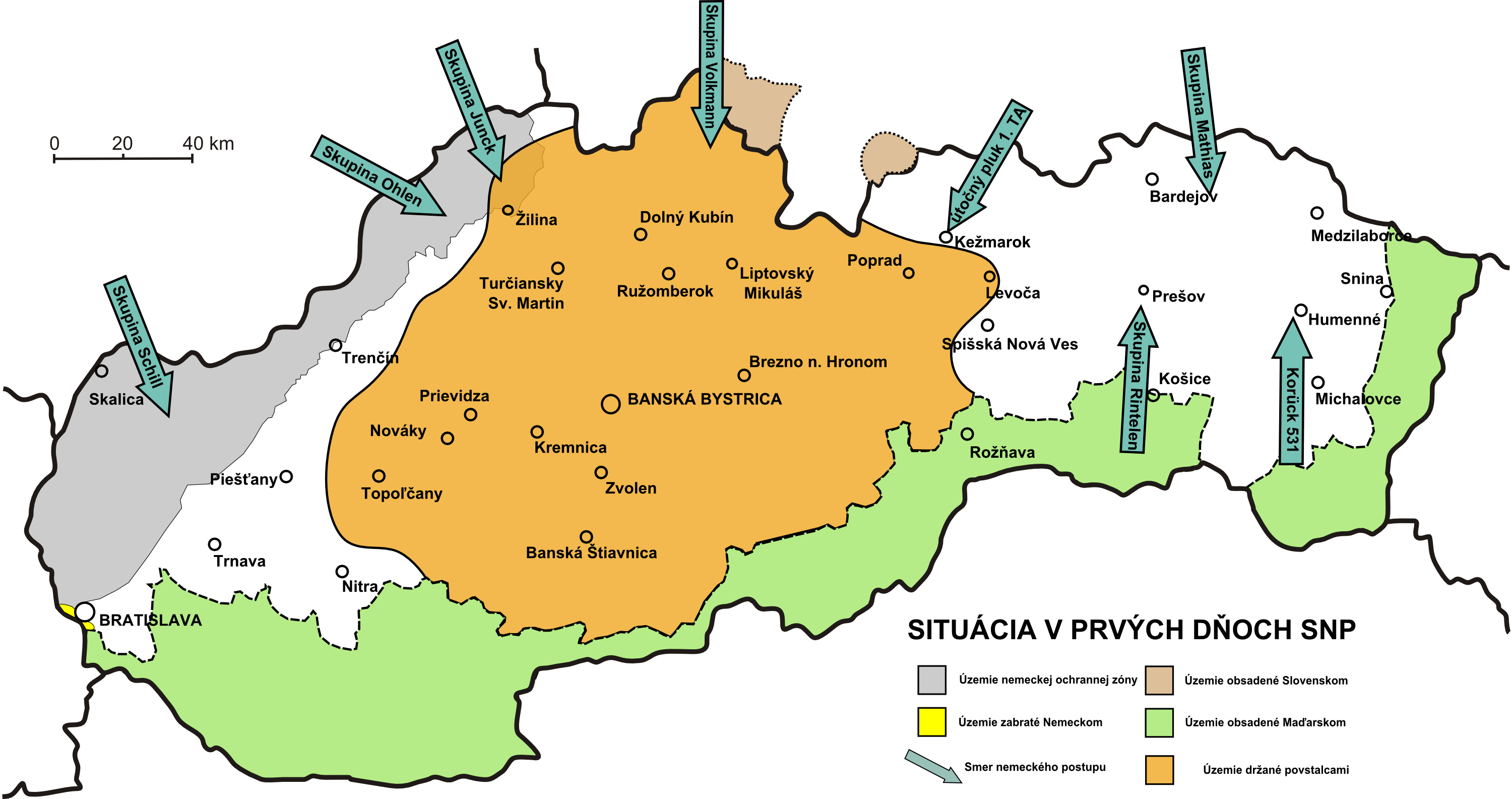
Mapa słowackiego powstania narodowego

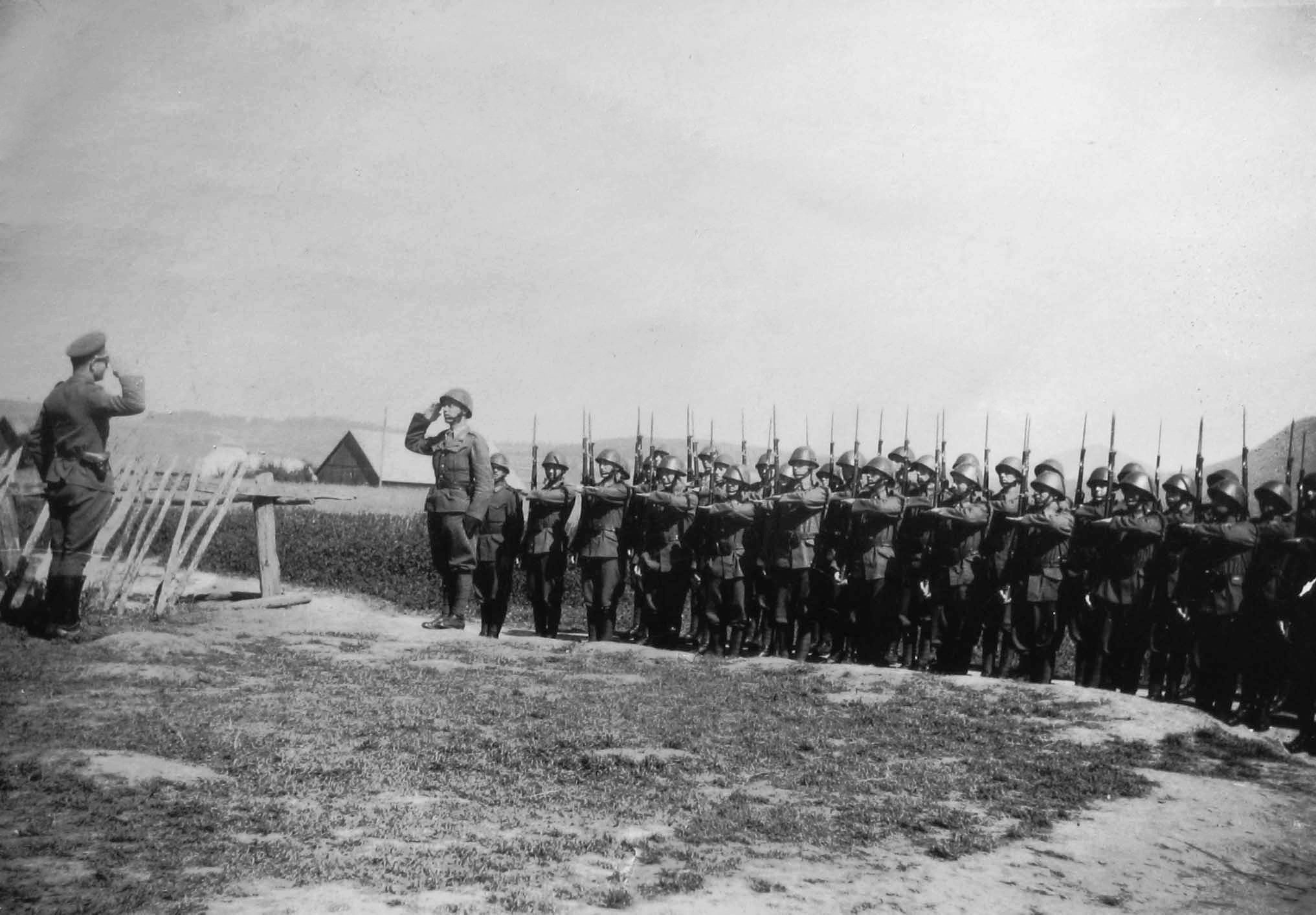
Żołnierze wojska powstańczego – 1 Armii Czechosłowackiej na Słowacji

Znak lotnictwa wojsk powstańczych

14 marca 1939 została utworzona marionetkowa Republika Słowacka, na której czele stanął polityk Słowackiej Partii Ludowej i rzymskokatolicki duchowny Jozef Tiso. Początkowo, ze względu na wzrost gospodarczy i poprawę warunków życia większość Słowaków nie angażowała się w ruch oporu. Z czasem jednak zrodził się sprzeciw (początkowo głównie w środowiskach lewicowych, protestanckich i wśród Żydów) wobec kolaboracyjnego rządu, szczególnie po roku 1941, gdy Armia Słowacka wzięła udział w walkach na terytorium Związku Radzieckiego, a władze zaczęły mocniej prześladować opozycję. W 1943 doszło do podpisania porozumienia między stronnictwami komunistycznymi a demokratycznymi, którego skutkiem było powołanie do życie Słowackiej Rady Narodowej. We współpracy z Centrum Wojskowym (antyfaszystowska opozycja wewnątrz armii słowackiej kierowanym przez ppłk Jána Goliana) oraz rządem emigracyjnym rozpoczęto przygotowanie do powstania narodowowyzwoleńczego, którego celem stało się obalenie dyktatury Tiso i otwarcie Karpat przed Armią Czerwoną oraz wojskiem czechosłowackim.
Z powodu rozpoczęcia okupacji kraju powstanie wybuchło przed planowanym terminem. Dowódcą powstania, w którym wzięło udział 18 tys. słowackich partyzantów i ok. 60 tys. zbuntowanych żołnierzy Armii Słowackiej (sformowano z nich 1 Armię Czechosłowacką na Słowacji, mianowano gen. dyw. Rudolfa Viesta - ministra rządu czechosłowackiego w Londynie. Powstańcom nie udało się objąć całego kraju ani połączyć z Sowietami i czechosłowackim wojskiem regularnym zatrzymanymi na Przełęczy Dukielskiej. Słowacka insurekcja została krwawo stłumione przez jednostki hitlerowskie (m.in. 36 Dywizja Grenadierów SS Dirlewanger) i kolaboracyjne (m.in. Gwardia Hlinki). 
Po powstaniu umocnił się terror wymierzany w ludność cywilną. Generałowie Rudolf Viest i Ján Golian zostali deportowani do KL Flossenbürg, gdzie zginęli w 1945. Życie stracił także 
Augustín Malár, jeden z dowódców Armii Słowackiej, do którego Niemcy utracili zaufanie. Josef Tiso odprawił mszę dziękczynną za spacyfikowanie insurekcji w Bańskie Bystrzycy - najważniejszym mieście opanowanym przez powstańców. Ocalali partyzanci udali się w góry, gdzie kontynuowali walkę do wyzwolenia kraju. Część z nich wycofała się na Morawy, umacniając tamtejsze oddziały partyzanckie.